# 木爾チレン
木爾 チレン（きな ちれん、1987年6月3日 - ）は、日本の小説家。京都府京都市出身。

## 経歴、人物
中学生のときから小説を書き始める。きっかけは、好きな男の子に16回振られたため、小説の中でその恋心を成就させようと思ったから。影響を受けた作家は、吉本ばなな、山崎ナオコーラ、川上弘美。学生時代の自身を「3軍」、「余っていたタイプ」と呼称しており、一方でウェブ上では（アマチュア小説家として）「神」であったと述べている。ペンネームは自身で創作したアイドルキャラクターの名前が由来。
2009年、大学在学中に執筆した「溶けたらしぼんだ。」で第9回女による女のためのR-18文学賞（優秀賞）を受賞。2010年、大谷大学を卒業。大学時代の芸術系講座の先生は「溶けたらしぼんだ。」の透の人物像のモデルとなっている。2012年8月、幻冬舎より『静電気と、未夜子の無意識。』を単行本で出版し、デビュー。その後は、ボカロ小説、ライトノベルを執筆。
2023年2月22日、小説紹介クリエイター・けんごとの結婚を発表。

## 作品リスト

### 単行本
- 『静電気と、未夜子の無意識。』幻冬舎、2012年8月。ISBN 978-4344022317
- 『蝶々世界』蝶々P（原作）、一迅社、2014年8月。ISBN 978-4758045926
- 『アイドル生徒会!』KADOKAWA、2015年4月。ISBN 978-4047303942
- 『Just Be Friends.』Dixie Flatline（原作）、PHP研究所、2015年7月。ISBN 978-4569825205
- 『DEEMO-Last Dream-』RayarkInc.（原作）、ポニーキャニオン、2015年12月。ISBN 978-4865291612
- 『殺戮の天使(1) : until death do them part』真田まこと（原作）、KADOKAWA、2016年8月。ISBN 978-4047341159
- 『殺戮の天使(2) : BLESSING IN DISGUISE』真田まこと（原作）、KADOKAWA、2017年4月。ISBN 978-4047344372
- 『殺戮の天使(3)：ONCE IN A BLUE MOON』真田まこと（原作）、KADOKAWA、2018年4月。ISBN 978-4047349308
- 『わたしのこと、好きになってください。』小学館、2018年9月。ISBN 978-4092312609
- 『これは花子による花子の為の花物語』宝島社、2019年3月9日。ISBN 978-4800290564
- 『みんな蛍を殺したかった』二見書房、2021年6月。ISBN 978-4576211015
- 『ぜんぶ、藍色だった。』小学館、2021年6月。ISBN 978-4092313736
- 『私はだんだん氷になった』二見書房、2022年9月。ISBN 978-4576221465
- 『そして花子は過去になる』宝島社文庫、2023年2月。ISBN 978-4299039422
- 『神に愛されていた』実業之日本社、2023年11月。ISBN 978-4408538402
- 『二人一組になってください』双葉社、2024年9月。ISBN 978-4575247688[8]
- 『夏の匂いがする』（初期短編集）マイクロマガジン社 、2024年12月

### 雑誌掲載・アンソロジー収録
小説
- 「溶けたらしぼんだ。」 - 『小説新潮』2010年6月号
- 「可愛いヨ、世里子」 - 『ユリイカ』2013年7月号
- 「夏の煌めきが聴こえる」 - 『KING OF PRISM by PrettyRhythmノベル&イラストアンソロジー』（ビーズログ文庫アリス、2016年11月）
- 『青春と恋、そしてミステリー 説明がつかない現象と私が生徒会に入った説明』（西東社2019年4月）共著 - 第1、5、9、10話 執筆
- 「#ファインダー越しの私の世界」 - 『小説推理』2023年11月号
- 「最前」 - 『貴女。 百合小説アンソロジー』（実業之日本社、2024年6月）
- 「うちとあんた」 - 『小説トリッパー』2025年夏季号
- 「人マニア ノベルアンソロジー」（HOWLノベルス）

エッセイ
- 「忘れられないメロディー「女の子はときどき映画の主人公になる」」 - 『PONTOON』2010年7月号
- 「オン・ステージ「よなかのオフロ。」」 - 『月刊ジェイ・ノベル』2010年8月号
- 「親本のう 子本のう」 - 『papyrus』2012年10月号
- 「くつろぎの時間「乙女のくつろぎ論」」 - 『別冊文藝春秋』2014年11月号
- 「Oh! マイアイドル「少女の想いは、永遠。」」 - 『小説すばる』2015年1月号
- 「〆切めし」 - 『小説現代』2022年8月号